# Stegastes obreptus
Stegastes obreptus es una especie de peces de la familia Pomacentridae en el orden de los Perciformes.

## Morfología
Los machos pueden llegar alcanzar los 12 cm de longitud total.

## Hábitat
Es un pez de mar.

## Distribución geográfica
Se encuentran en las Islas Ryukyu, Indonesia, oeste de Australia y el norte del Índico hasta Sri Lanka y India